# Motier de La Fayette
Die Familie Motier de La Fayette entstammt dem Adel der Auvergne. Sie  ist seit dem 13. Jahrhundert nachgewiesen und teilte sich früh in zwei Linien auf; die ältere Linie erlosch 1694, die jüngere 1890.
Ihre bekanntesten Angehörigen sind:
- Gilbert Motier de La Fayette, 1421 Marschall von Frankreich
- François Motier de La Fayette, 1628 Bischof von Limoges
- Louise de La Fayette, Vertraute des Königs Ludwig XIII.
- Marie-Madeleine de La Fayette, dite Madame de Lafayette, Schriftstellerin
- Marie-Joseph Motier, Marquis de La Fayette, Offizier im Amerikanischen Unabhängigkeitskrieg und der Französischen Revolution
- Georges Washington Motier de La Fayette, Marquis de La Fayette, Politiker

sowie durch seine Mutter
- François-Joseph Le Clerc du Tremblay de Maffliers, dit Père Joseph, der Beichtvater Richelieus und das Urbild der "grauen Eminenz"

## Stammliste

### Die Herren von La Fayette vom 13. bis zum 15. Jahrhunderts
1. Pons Motier, Seigneur de La Fayette; ⚭ Helis Brun, Tochter von Gilles Brun, Seigneur de Champestieres et de Jobes
  1. Gilbert (I.) Motier, Seigneur de La Fayette, 1284/85 bezeugt; ⚭ Charlotte de Dienne, Tochter von Simon de Dienne und Jeanne de Perusse d’Escars
    1. Gilbert (II.) Motier, Seigneur de La Fayette etc., 1338/44 bezeugt; ⚭ Catherine de la Roche-Tornoelle, Tochter von Beraud, Seigneur de La Roche bei Riom
      1. Guillaume Motier, Seigneur de La Fayette et de Goutenoutouze, 1353/69 bezeugt; ⚭ Marguerite Brun du Peschin, Dame de Pontgibaut, de Hautefeuille et de Hauteserre, Tochter von Guillaume Brun, Seigneur du Peschin, und Marguerite, Dame de La Maillade
        1. Gilbert (III.) Motier, † 23. Februar wohl 1463, Seigneur de La Fayette, 1421 Marschall von Frankreich; ⚭ (1) Dauphine de Montroignon; ⚭ (2) Château de Bothéon[1] 15. Januar 1423 Jeanne de Joyeuse, Tochter von Randon II., Seigneur de Joyeuse, und Catherine Aubert, Dame de Monteil-Gelat et de Roche-d’Agout – Nachkommen siehe unten
        2. Barthelemy Motier de La Fayette, Prieur de la Voute, 1439 bezeugt
        3. Algaye Motier de La Fayette; ⚭ Beraud, Seigneur du Lac et de Monteil

      2. Beraud Motier de La Fayette

    2. Jean Motier, † 19. September 1356 in der Schlacht von Poitiers
    3. Gilberte Motier; ⚭ NN, Seigneur de Maumont

  2. Pons Motier, 1284/85 bezeugt, † vor 1307; ⚭ Hélis Boulier, alias du Charol, 1307 Witwe – Nachkommen: siehe unten
  3. Jean Motier
    1. Étienne Motier, 1285 bezeugt

  4. Alpine Motier, 1285 Witwe; ⚭ Guillaume, Seigneur de Jobes
  5. Madeleine Motier; ⚭ Geraud Guillaume, Seigneur de La Roche et de Goutenoutouze

### Die Nachkommen des Marschalls von Frankreich
1. Gilbert (III.) Motier, † 23. Februar wohl 1463, Seigneur de La Fayette, 1421 Marschall von Frankreich; ⚭ (1) Dauphine de Montroignon; ⚭ (2) Château de Bothéon 15. Januar 1423 Jeanne de Joyeuse, Tochter von Randon II., Seigneur de Joyeuse, und Catherine Aubert, Dame de Monteil-Gelat et de Roche-d‘Agout – Vorfahren siehe oben
  1. (2) Charles Motier, Seigneur de La Fayette, Maubec, Pontgibaut, Nebouzac et Bourgnon, Conseiller et Chambellan du Roi, 1449/66 bezeugt; ⚭ Catherine Cholet, Tochter von Pierre Cholet, Seigneur d’Auterive
    1. (unehelich, Mutter Thevenote Guesdon aus Tours) Jean bâtard de Motier, 1483 legitimiert – Nachkommen

  2. (2) Antoine Motier de La Fayette, 1463/88 bezeugt, Seigneur de Bouthéon, de Veauche et de Goutenoutouze; ⚭ (1) Louise, Erbin von Montboissier, Tochter von Jean, Seigneur de Montboissier, und Catherine de Chalençon, dite de Chassagnols; ⚭ (2) Catherine de Murol; ⚭ (3) 11. Juli 1482 Anne d’Aubière, Dame de Saint-Germain-des-Fossés, de La Faye, de Moissac aux Cevennes, de Bort, de la Tour-d’Anval et de Maubec, Tochter von Annet, Seigneur d’Aubière, und Dauphine de Murol
  3. (2) Gilbert (IV.) Motier de La Fayette, 1474/85 bezeugt, Seigneur de Saint-Romain, de Pontgibaut, de Roche d’Agout, de Monteil-Gelat, de Goutenoutouze, d’Hautefeuille, de Jaligny, de Treteaux et de Ponsat; ⚭ 1473 Isabeau de Polignac, Tochter von Guillaume, dit Armand, Vicomte de Polignac, und Amédée de Saluces-Cardé, 1527 Witwe (Haus Chalençon)
    1. Antoine Motier de La Fayette, † 22. August 1531, Seigneur de Pontgibaut etc., Maître de l’artillerie de France; ⚭ 6. Februar 1497 Marguerite de Rouville, Tochter von Guillaume, Seigneur de Rouville, und Louise Malet de Graville
      1. Louis Motier, Seigner de La Fayette et de Monteilgelat, Gouverneur de Boulogne, Lieutenant et Amiral de Graville; ⚭ Anne de Vienne, Tochter von François de Vienne, Seigneur de Listenois, und Benigne de Grançon
        1. François Motier, † 10. August 1557 in der Schlacht bei Saint-Quentin, Seigneur de La Fayette
        2. Jacqueline Motier, Dame de La Fayette, de Pontgibaut etc.; ⚭ 1557 Guy de Daillon, Comte du Lude, Chevalier des ordres du Roi, Sohn von Jean de Daillon, 1. Comte du Lude, und Anne de Batarnay (Haus Daillon)

      2. Jean Motier, † 6. Januar 1568 in der Schlacht von Cognat, Seigneur de Hautefeuille; ⚭11. Februar 1543 Françoise de Montmorin, Tochter von Anne de Montmorin, Seigneur d’Aubière, und Marie de Boyher
        1. Pierre Motier de La Fayette, † 3. Oktober 1569 in der Schlacht bei Moncontour
        2. Claude Motier de La Fayette, Seigneur d’Hautefeuille et de Nades; ⚭ Ehevertrag 22. November 1579 Marie d’Alegre, Tochter von Gaspard d’Alegre, Seigneur de Viveros et de Beauvoir, und Charlotte de Beaucaire
          1. Jean (II.) Motier de La Fayette, † 3. Dezember 1651, Seigneur de Hautefeuille; ⚭ 10. April 1613 Marguerite de Bourbon-Busset, Tochter von César de Bourbon, Comte de Busset et de Châlus, und Charlotte de Montmorillon, Dame de Vézigneux
            1. François Motier, Comte de La Fayette, Seigneur de Nades, de Hautefeuille, d’Espinace et de Beauregard; ⚭ (1) 1655 Madeleine Pioche de la Vergne, * 18. März 1634 Pars, † 25. Mai 1693 Paris, "Madame de Lafayette", Tochter von Marc Pioche, Seigneur de la Vergne, Gouverneur von Le Havre de Grâce, Maréchal des camps et armés du Roi, und Isabelle Péna, die 1650 in zweiter Ehe Renaud de Sévigné, heiratete, wodurch Madame de Lafayette eine Kusine der Madame de Sévigné wurde
              1. Louis Motier de La Fayette, * 1658, † Mai 1729, Abt von Notre-Dame de Valmont und La Grenière in Poitou, bestattet in der Kirche Saint-Gervais in Paris
              2. René Armand Motier, * 17. September 1659, † Landau 12. August 1694 an einer Krankheit, Marquis de La Fayette etc., April 1680 Oberst im Régiment de La Fère, testiert 11. Mai 1692, Brigadier d’Infanterie 1693; ⚭ Dezember 1689 Marie-Madeleine de Marillac, * wohl 1670, † 14. September 1712, 42 Jahre alt, Tochter von René de Marillac, Doyen des Conseillers d’État, Seigneur d’Olinville et d’Attichy, und Marie Bochard de Saron
                1. Marie-Madeleine de Motier, Marquise de La Fayette; ⚭ in der Nacht vom 12. zum 13. April 1706 Charles Louis Bretagne de La Trémoille, Prince de Tarente, Duc de Thouars, Pair de France, Premier Gentilhomme de la Chambre du Roi, Sohn von Charles Belgique Hollande de La Trémoille, Duc de Thouars, Pair de France, und Madeleine de Créquy (Haus La Trémoille)

            2. Charles-François Motier de La Fayette, Baron de Hautefeuille, † 4. Mai 1652 in der Schlacht bei Étampes
            3. Claude Motier de La Fayette, Seigneur de Hauteserre, Docteur de Sorbonne
            4. Jacques Motier de La Fayette, Malteserordensritter
            5. Louise Motier de La Fayette, * 8. November 1618 Vézigneux, † 11. Januar 1665 Paris, enge Vertraute des Königs Ludwig XIII., 19. Mai 1637 Nonne bei den Filles Sainte-Marie de Paris, gründete den Couvent des Visitandines de Chaillot
            6. Madeleine Motier de La Fayette, 1652 Koadjutor und 1663–1688 Äbtissin von Saint-Georges de Rennes
            7. Claude Motier de La Fayette; ⚭ César de Chauvigny, Seigneur de Montespedon

          2. Jacques Motier de La Fayette, Kanoniker und Comte de Lyon (19. Dezember 1603), gestorben als Kartäusermönch in Paris
          3. François Motier de La Fayette, * wohl 1590, † 3. Mai 1676, 86 Jahre alt, Abt von Dalon, 2. Januar 1627 Bischof von Limoges, Premier Aumônier der französischen Königin Anna von Österreich
          4. Gaspard Motier de La Fayette, † 1633, Seigneur de Nades
          5. Philippe-Emmanuel Motier de La Fayette, † 1651, Malteserordensritter
          6. Françoise Motier de La Fayette, 1609–1663 Äbtissin von Saint-Georges de Rennes
          7. Louise Motier de La Fayette; ⚭ (1) François d’Apchier, Seigneur de Chailar, Sohn von Jean II., Seigneur d’Apchier, und Marguerite de Chazeron; ⚭(2) Claude de Bourbon-Busset, Baron de Châlus
          8. Madeleine Motier de La Fayette, Nonne in Saint-Pierre des Chazes, dann Priorin von Noüie
          9. Catherine Motier de La Fayette; ⚭ Claude de Plantadis, Seigneur de Saint-Alvar

        3. Jeanne Motier de La Fayette; ⚭ 22. Januar 1572 Antoine de Callart, Seigneur de Fraissonnet, Sohn von Christophe de Callart, Seigneur de Fraissonnet
        4. Marie Motier de La Fayette; ⚭ 16. Juni 1584 Jérôme de Saconnay, Baron de Bresolles
        5. Françoise Motier de La Fayette, 1613 Nonne in Saint-Pierre des Chazes

      3. Gilbert Motier de La Fayette, Abt von Josse-sur-Mer, Menat und Arville
      4. Marie Motier de La Fayette, ⚭ Ehevertrag 8. November 1517 Antoine Raimond de La Tour, dit le jeune, Baron de Murat, Sohn von Agne IV. de La Tour, Seigneur d’Olliergues, und Anne de Beaufort, Vicomtesse de Turenne (Haus La Tour d'Auvergne)
      5. Antoinette Motier de La Fayette, ⚭ (1) Louis Loup, Seigneur de Pierrebrune, Maître d’hôtel du Roi, † 26. April 1526; ⚭ (2) Philippe de Rivoire, Seigneur du Palais
      6. Gabrielle Motier de La Fayette, Äbtissin von Saint-Pierre des Chazes

    2. François Motier de La Fayette, * Beaumont 8. Mai 1484, † vor 1524, Seigneur de Saint-Romain; ⚭ Madeleine Sanguin, einzige Tochter und Erbin von Louis Sanguin, Baron de Maffliers, und Barbe de Rubempré, Witwe von Jean de Moy, Seigneur de La Mailleraye (X 1514 in der Schlacht bei Marignano)
      1. Claude Motier de La Fayette, † nach 1577, Baron de Saint-Romain, de Maffliers, Seigneur de Mousson, de Bethemont et de la Mallemaison, Gentilhomme de la chambre du Roi; ⚭ (1) Marie de Suse, Dame de La Versine, Tochter von Philippe de Suse, Seigneur de La Versine, und Claude de Villiers-l’Isle-Adam, Dame de Morfontaines; ⚭ (2) Jeanne d’Aumale, Tochter von Philippe d’Aumale, Baron de Chassignolles, Seigneur d’Haucourt, und Antoinette de Hangest, sie heiratete in zweiter Ehe Lancelot du Lac, Baron de Chemeroles
        1. (1) Claude Motier de La Fayette; ⚭ vor 1584 Michel IV. Gaillard, Seigneur de Longjumeau (Gaillard de Longjumeau)
        2. (1) Marie Motier de La Fayette, Dame de La Versine, 1587 Witwe, 1588 bezeugt; ⚭ Ehevertrag 9. November 1576 Jean le Clerc, Seigneur du Tremblay, de Basoches et de Saugy, Président aux requêtes du Parlement de Paris, Botschafter in Venedig, Kanzler von François-Hercule de Valois, duc d’Alençon
          1. François-Joseph Le Clerc du Tremblay de Maffliers, dit Père Joseph, * 4. November 1577 in Paris; † 18. Dezember 1638 in Rueil-Malmaison, Kapuziner, Beichtvater Richelieus

        3. (1) Susanne Motier de La Fayette, 1587 bezeugt; ⚭ (1) Ehevertrag 20. Februar 1577 Pierre des Friches, Seigneur de Brasseuse, des Brosses, de Fouchery et de Crevecœur; ⚭ (2) Antoine de Chaumont, Seigneur der Persigny, 1584 bezeugt
        4. (1) Charlotte Motier de La Fayette; ⚭ Jean de Dreux, Seigneur de Morainville, Sohn von François de Dreux, Seigneur de Morainville, und Jeanne de Chambes-Montsoreau
        5. (1) Esther Motier de La Fayette, Dame de Verville et de la Mallemaison; ⚭ vor 1584 Antoine de Brouilly, Seigneur de Silly, Grand-Bailli de Soissons
        6. (1) Madeleine Motier de La Fayette; ⚭ (1) 11. April 1578 François de Pas, Seigneur de Feuquières, Kammerherr Heinrichs IV., Maréchal de ses camps et armées, Gouverneur de Péronne, de Montdidier et de Roye, † 14. März 1590 in der Schlacht bei Ivry; ⚭ (2) 19. Dezember 1612 Isaac Arnauld, Seigneur de Corbeville et de la Roche, Intendant des Finances, † 14. Oktober 1617

    3. Gilbert Motier de La Fayette, * Pontgibaut 7. Dezember 1487, † 4. Februar 1493
    4. Gabriel Motier de La Fayette, * 11. April 1492, † 20. März 1493
    5. Charles Motier de La Fayette, * 1. April 1496, † 14. Oktober 1496
    6. Aymée Motier de La Fayette, Dame de Percy et de Cérisay; ⚭ François de Silly, Seigneur de Longray, Bailli de Caen, Sohn von Jacques de Silly, Seigneur de Longray, Maître de l’artillerie de France, und Anne de Launay, dite de Prez-en-Pail, als Witwe im November 1526 Baronne de l’Aigle, 1556 bezeugt
    7. Anne Motier de La Fayette, * Saint-Romain 25. Juli 1475; ⚭ Louis, Seigneur de Lastic
    8. Louise Motier de La Fayette, * Saint-Romain 13. Januar 1476, † Les Chazes 7. Juli 1484
    9. Gabrielle Motier de La Fayette, * Rochedagout 31. März 1478, † Les Chazes 10. April 1541, Äbtissin von Saint-Pierre des Chazes
    10. Françoise Motier de La Fayette, * Beaumont 14. September 1479, † 4. Oktober 1479
    11. Françoise Motier de La Fayette, * Beaumont 1. Oktober 1481, † Priorei Marzac 13. Mai 1541, Nonne in Saint-Pierre des Chazes
    12. Claire Motier de La Fayette, * Beaumont 4. November 1482, Äbtissin von Montivilliers
    13. Isabeau Motier de La Fayette, * Beaumont 10. Juli 1486, † 12. Oktober 1486
    14. Anne Motier de La Fayette, * Montgeilat 12. April 1491, Priorin von La Veyne
    15. Catherine Motier de La Fayette, * Montgeilat 8. April 1493; ⚭ (1) François de La Platière, Seigneur de Bordes; ⚭ (2) Hugues de Jaucourt, Seigneur de Marrault; ⚭ (3) Robert de Martonnie, Seigneur de Bonnes, Maître d’hôtel du Roi, Gouverneur und Bailli von Touraine

  4. (2) Jean, † 23. August 1490 auf Burg Condrieu, Kanoniker an Saint-Jean de Lyon
  5. (2) Louis, Johanniterordensritter
  6. (2) Catherine, 1477 Witwe, 1481 bezeugt; ⚭ Hugues de Chovigny, Seigneur de Blot, Seneschall von Auvergne
  7. (2) Louise, 1467 Witwe; ⚭ Jean de La Roche, Seigneur de Torniel et de Miremont
  8. (2) Anne, 1498 Witwe; ⚭ 26. Juni 1448 François-Louis de Maubec, Seigneur de Montlaur, de Maubec et de la Roche-des-Esparres, Sohn von Hugues, Baron de Maubec, und Jeanne de Montlaur
  9. (2) Jeanne, 1446 im Testament ihres Vaters erwähnt

### Die Herren von Champestieres (14.–15. Jahrhundert)
1. Pons Motier, 1284/85 bezeugt, † vor 1307; ⚭ Hélis Boulier, alias du Charol, 1307 Witwe – Vorfahren: siehe oben
  1. Gilles (I.) Motier, Seigneur de Champestieres, 1307/27 bezeugt, † vor 1353; ⚭ Jeanne de Montravel
    1. Gilles (II.) Motier, Seigneur de Champestieres, 1364 bezeugt; ⚭ wohl 1353 Gaillarde de Laire, Tochter von Bertrand de Laire
      1. Guillaume Motier, Seigneur de Champestieres, 1415 bezeugt; ⚭ vor 1394 Catherine de La Garde, 1419 bezeugt, Dame de Polin, Tochter von Étienne de La Garde, dit Robillart, Seigneur de Polin
        1. Robert Motier, †vor seinem Vater
        2. Marcellin Motier, Seigneur de Champestieres, 1419 minderjährig, 1450/62 bezeugt ; ⚭ um 1441 Leonne de Vasset
          1. Jean Motier, Seigneur de Champestieres, 1479 bezeugt; ⚭ Ehevertrag 17. September 1482 Catherine de Faugières, Tochter von Philibert, Seigneur de Faugières et de l’Estoile – Nachkommen siehe unten
          2. Antoine Motier, Prior von Champestieres
          3. Claude Motier; ⚭ Jeanne de Bort
          4. Guillaume Motier; ⚭ NN, Erbin von Grippel
          5. Beatrix und Marguerite Motier, Nonnen in Casaux
          6. Elizon Motier; ⚭ Thibaut Chany, Seigneur de Rosières
          7. Anne Motier, Nonne in Esclache
          8. Claude Motier, Nonne in Lavaudieu

        3. Guérine Motier; ⚭ 1437 Jean Taillefer, Seigneur de Chambon
        4. Jeanne Motier; ⚭ Antoine Peletm Seigneur de Boscfranchet
        5. Gabrielle Motier; ⚭ NN, Seigneur de Reveyrolles
        6. Marguerite, Catherine und Thonette Motier

      2. Guérine Motier; ⚭ 1387 Jean de La Farge, Seigneur de La Tour-Goyon

### Die Herren von Champestieres (15.–17. Jahrhundert)
1. Jean Motier, Seigneur de Champestieres, 1479 bezeugt; ⚭ Ehevertrag 17. September 1482 Catherine de Faugières, Tochter von Philibert, Seigneur de Faugières et de l’Estoile – Vorfahren siehe oben
  1. Martin Motier, Seigneur de Champestieres, Seigneur de Champestieres, testiert 8. September 1532; ⚭ 7. Januar 1508 Claude de Bauzat, testiert 20. Dezember 1548
    1. Marcellin (II.) Motier, Seigneur de Champestieres, du Bois-de-Polin et de La Garde, 1534 bezeugt, testiert 29. Juli 1585; ⚭ (1) Catherine de Hautvillars; ⚭ (2) Ehevertrag 17. Juli 1546 Catherine de la Barge, Tochter von Antoine, seigneur de la Barge, Baron de la Perouse, und Charlotte de Rivoire du Palais
      1. (2) Jean (II.) Motier, Seigneur de Champestieres, du Bois-de-Polin et de La Garde, Chevalier de l’Ordre du Roi, Gouverneur de la Ville et du Château de Monistrol, testiert 5. August 1596, 1604 bezeugt; ⚭ (1) 1578 Anne de Montmorin, Tochter von Hector, Seigneur de Montmorin, de la Bastie-Saint-Clément et du Chastelart, Capitaine der Garde der Königin Caterina de’ Medici, und Anne de Saint-Nectaire-Fontenilles; ⚭ (2) Jeanne de Polignac, Tochter von François-Armand, Vicomte de Polignac, Baron den Chalançon, und Philiberte de Clermont-Tonnerre (Haus Chalençon)
        1. (1) Charles Motier, Seigneur de Champestieres, du Bois-de-Polin et de La Garde, 1596 bezeugt, testiert 2. Dezember 1633 ; ⚭ Ehevertrag 6. März 1601 Anne Ytier, Dame de Joran, de Soubray, de Montagu-les-Aymares, du Buis et du Blanc, Erbtochter von Marc Ytier, Baron de Joran, und Jeanne de Polignac
          1. Jean-Gabriel Motier, Seigneur de Champestieres; ⚭ Ehevertrag 28. Februar 1639 Marie de Remond, † 12. Januar 1689, Tochter von François de Remond, Baron de Modene, Grand Prévôt de France, und Catherine Allemand de Châteauneuf, sie heiratete in zweiter Ehe Emmanuel, Marquis d’Alègre
            1. Annet Motier, † 4. Dezember 1661 Paris, Seigneur de Champestieres
            2. Catherine Motier, Dame de Joran et de Soubray; ⚭ Claude Rabeau, Seigneur de Givry, Colonel des Dragons
            3. Gabrielle Motier, getauft 6. September 1645, Dame de Champestieres ; ⚭ 10. November 1667 Melchior, Comte de Vogué, Seigneur de Rochecolombe, e la Chapelle – Saint-Germain, de Plantade et de Saint-Maurice

          2. Jeanne-Catherine Motier; ⚭ Ehevertrag 21. Oktober 1627 Fulcrand de Branguier, Seigneur de Murat et de Montmouton

        2. (1) Jean Motier de Champestieres, Seigneur de Villeneuve et de Vidières, kauft die Baronie Wissac bei Saint-Romain, testiert 30. März 1646; ⚭ Ehevertrag 8. November 1622 Gabrielle de Murat, Dame de Saint-Eble et de Fargettes, Tochter von Jean de Murat, Seigneur de Saint-Eble, und Jeanne de Lastic – Nachkommen: siehe unten
        3. (1) Claude Motier, * wohl 1597, 1613 Malteserordensritter, 18 Jahre alt, † 1618 in einer Galeerenschlacht gegen die Osmanen
        4. (1) René und Madeleine Motier, Nonnen in Saint-Pierre des Chazes
        5. (1) Antoinette Motier; ⚭ NN, Seigneur de Saint-Martin
        6. (1) Charlotte Motier; ⚭ Hugues de Fontanges, Seigneur d’Auberoque

      2. (2) Claude Motier; ⚭ Ehevertrag 9. November 1569 Jean de Foudras, Seigneur de Château-Thiers et de Torcenay, Chevalier de l’Ordre du Roi

    2. Jean Motier, Prior von Champestieres
    3. Thomas Motier; ⚭ Anne de Ruilher
    4. Jacques, Charles und Claude Motier
    5. Jean Motier; ⚭ Louise d’Agrez de Mazerac
    6. Aymare Motier; ⚭ Ehevertrag 5. November 1534 Jacques de Pons, Seigneur de La Grange de Bart
    7. Susanne de Motier; ⚭ NN, Seigneur du Roure
    8. Claude Motier; ⚭ Robillard de Ruilher
    9. Antoinette Motier

  2. Anne Motier; ⚭ (1) Louis de Bernard, Seigneur de Venzelles ; ⚭ (2) 16. Dezember 1428 Pierre, Seigneur de Verdonnet
  3. Marie Motier; ⚭ Étienne Guillermy-de-Varnassal
  4. Jeanne Motier; ⚭Jacques Violles e Saint-Remy
  5. Gabrielle Motier

### Die Marquis de La Fayette
1. Jean Motier de Champestieres, Seigneur de Villeneuve et de Vidières, kauft die Baronie Wissac bei Saint-Romain, testiert 30. März 1646; ⚭ Ehevertrag 8. November 1622 Gabrielle de Murat, Dame de Saint-Eble et de Fargettes, Tochter von Jean de Murat, Seigneur de Saint-Eble, und Jeanne de Lastic – Vorfahren siehe oben
  1. Charles Motier de Champestieres, Chevalier, Baron de Wissac, Seigneur de Vidières, wurde am 11. Mai 1692 vom Comte de La Fayette (siehe oben) zum Erben eingesetzt; ⚭ Ehevertrag 13. Dezember 1665 Marie de Pons, Dame du Bouchet, * 1635, Tochter von François de Pons, Seigneur de La Grange-du-Bart, und Françoise du Douhet de Marlat
    1. Édouard Motier de La Fayette, [* 21. September 1669 Château du Bouchet, † 9. Januar 1740 Wissac], Baron de Wissac, Seigneur du Bouchet, de Fises, de Villeneuve et de Fargettes; ⚭ 9. Januar 1708 Marie-Catherine Suat, [† 20. April 1772], Dame de Chavagnac, Tochter von Jacques-Roch Suat de Chavagnac und Marguerite d’Aurelle de la Frédière
      1. Jacques-Roch Motier de La Fayette, * 19. August 1711, † 18. Januar 1734 bei der Belagerung von Mailand, 3. Juli 1717 Testamentserbe von La Fayette
      2. Louise Charlotte Motier de La Fayette, * 1720, † 6. Mai 1811; ⚭ [1755] Jacques Guérin de Chavagnac
      3. Michel Louis Christophe Motier, * 13. August 1733, † 1. August 1759 in der Schlacht bei Minden, Marquis de La Fayette, Colonel des Grenadiers de France; ⚭ 22. Mai 1754 Marie Louise Julie de La Rivière, * 1737, † 3. April 1770 Tochter de Marquis de La Riviére [Joseph Yves Thibaut Hyacinthe, Marquis de La Rivière, und Julie Louise Céleste de La Rivière]
        1. Marie-Joseph Motier, * 6. September 1757 Chavagnac, † 20. Mai 1834 Paris, Marquis de La Fayette, amerikanischer und französischer General; ⚭ 11. April 1774 Marie Adrienne Françoise de Noailles, * 2. November 1759 Paris, † 24. Dezember 1807 Paris, Tochter von Paul-François de Noailles, Duc d’Ayen, und Henriette Anne Louise d‘Aguesseau
          1. Adrienne Henriette Catherine Charlotte du Motier, * 1776, † 1778
          2. Anastasie Louise Pauline Motier, *  1777, † 1863; ⚭ 23. Februar 1798 Jules César Charles de Fay, Comte de La Tour Maubourg, * 1774, † 1824
          3. Georges Washington Motier, * 24. Dezember 1779 Paris, † 29. November 1849 Courpalay, Marquis de La Fayette; ⚭ [7. Juni] 1802 Françoise Émilie d’Estutt de Tracy, * [5. Oktober] 1780, † [16. Dezember] 1860, Tochter von Antoine Destutt de Tracy [und Émilie-Louise de Durfort-Civrac]
            1. Nathalie [Renée Emilie] Motier de La Fayette, [* 22. Mai 1803 Paris, † 16. Mai 1878 Paris]; ⚭ [9. Januar 1828] Adolphe Périer, [* Grenoble 25. Dezember 1802, † 4. April 1862 Vanves], Neffe von Casimir Pierre Périer
            2. [Charlotte] Mathilde Motier de La Fayette, [* 7. Mai 1805 Paris, † 12. April 1886 Paris]; ⚭ [12. Januar] 1832 Maurice Poivre Bureaux de Pusy * 22. Juni 1799 Paris, † 12. März 1864 Paris
            3. Clémentine [Adrienne] Motier de La Fayette, * [27. Mai 1809 Courpalay, † 4. August 1886 Beaumont-la-Chartre]; ⚭ [27. Juni] 1836 Gustave Auguste Bonnin de La Bonninière de Beaumont, * 6. Februar 1802 Beaumont-la-Chartre, † 30. März 1886 Tours
            4. Oscar Thomas Gilbert Motier e La Fayette, * 20. August 1815 Paris, † 26. März 1881 Paris; ⚭ [3. August 1848 Geneviève Nathalie Bureaux de Pusy, * 3. Januar 1828 Bordeaux, † 22. März 1850 Paris, Tochter von Joachim Iréné Bureaux de Pusy und Marie Sophie Tastet]
              1. [Sohn, † jung]

            5. Edmond François Motier, Marquis de La Fayette, * 11. Juli 1818 Château de La Grange-Bléneau, † 11. Dezember 1890 Paris

          4. Marie Antoinette Virginie Motier, * 1782, † 1849; ⚭ 20. April 1803 Louis de Lasteyrie du Saillant, Marquis de Lasteyrie, * 1781, † 1826

    2. Jean-François Motier de Champestieres, dit l’Abbé de Wissac, † Oktober 1721, Kanoniker und Comte de Brioude, 1710 an Saint-Pierre de Mâcon
    3. Henri-Jean-Joseph Motier de Champestieres, 1686 Malteserordensritter
    4. Jean-Marie Motier de Champestieres, † 1704 in Deutschland, 1691 Malteserordenritter
    5. Madeleine Motier de Champestieres, ⚭ François Boulier du Chariol, Seigneur de Saint-Géron
    6. Louise Motier de Champestieres, Zwilling von Madeleine; ⚭ Ignace de Beaufort-Canillac de Montboissier, Seigneur de Chassaignes, Vicomte de La Roche
    7. Marie und Gabrielle Motier de Champestieres, Nonnen in Saint-Pierre des Chazes
    8. Catherine Motier de Champestieres, 1688 Nonne an der Visitation zu Brioude
    9. Madeleine Motier

  2. Jean-Marie Marie de Champestieres, dit le Baron de Wissac, * wohl 1635, † 1692 Landau, 57 Jahre alt, Brigadier des Armées du Roi, Gouverneur von Landau
  3. Claude Motier de Champestieres, dit le Chevalier de Wissac, † 24. Februar 1692 Troyes, Kommandant von Amiens
  4. Antoine-Fulcrand Motier de Champestieres, Prior von Saint-Martin de Puech
  5. Antoinette Motier; ⚭Jacques Bouchard d’Aubeterre, Seigneur de Privat et de Crozet en Vivarais
  6. Gabrielle Motier; ⚭ (1) 12. Juli 1652 François d’Oradour, Seigneur de la Perche; ⚭ (2) 15. April 1653 Claude, Comte de Clavières, Seigneur de Saint-Agreu en Haut Vivarais